# Quartieri di Marino
I quartieri di Marino sono delle suddivisioni territoriali storiche prive di valore giuridico e interne alla città di Marino, in provincia di Roma, nell'area dei Castelli Romani.
I quartieri del centro storico possono essere suddivisi in due tipogie: i rioni, ovvero i quartieri all'interno della cerchia muraria medioevale, e i quartieri veri e propri, ovvero le aree urbanizzate nel corso del XX secolo poste all'esterno dell'abitato storico. Ad ogni modo, sono i seguenti:
- Rione Castelletto;

- Rione Santa Lucia;

- Rione Coste;

- Quartiere Borgo Garibaldi;

- Quartiere Acquasanta;

- Quartiere Cave di Peperino;

- Quartiere Villa Desideri;

- Quartiere Vascarelle;

- Quartiere Civitella.

Anche nella frazioni sono presenti delle suddivisioni in quartieri:
- Quartiere Spigarelli (Santa Maria delle Mole);

- Quartiere Maroncelli (Santa Maria delle Mole).

## Mappe

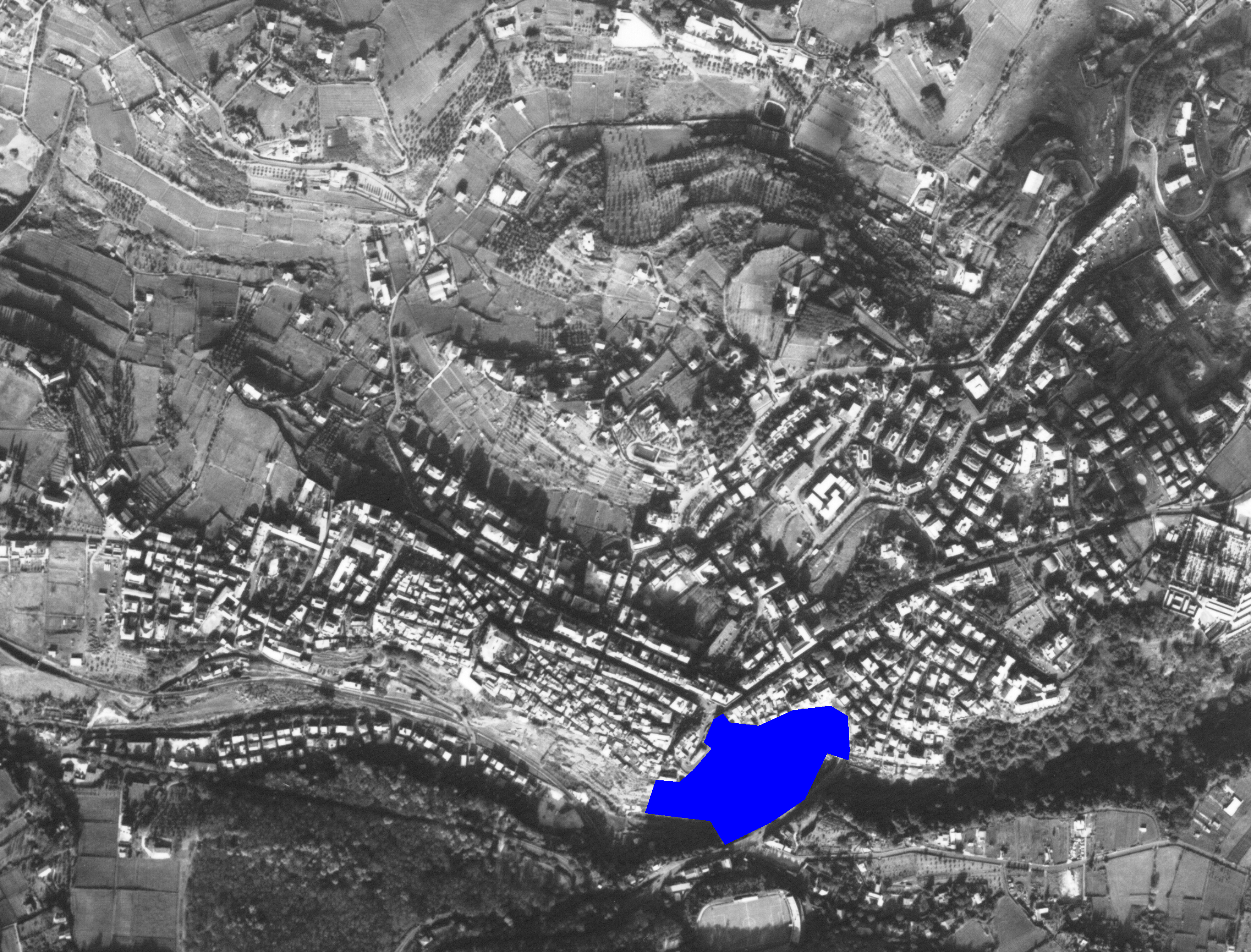
Il quartiere Acquasanta.
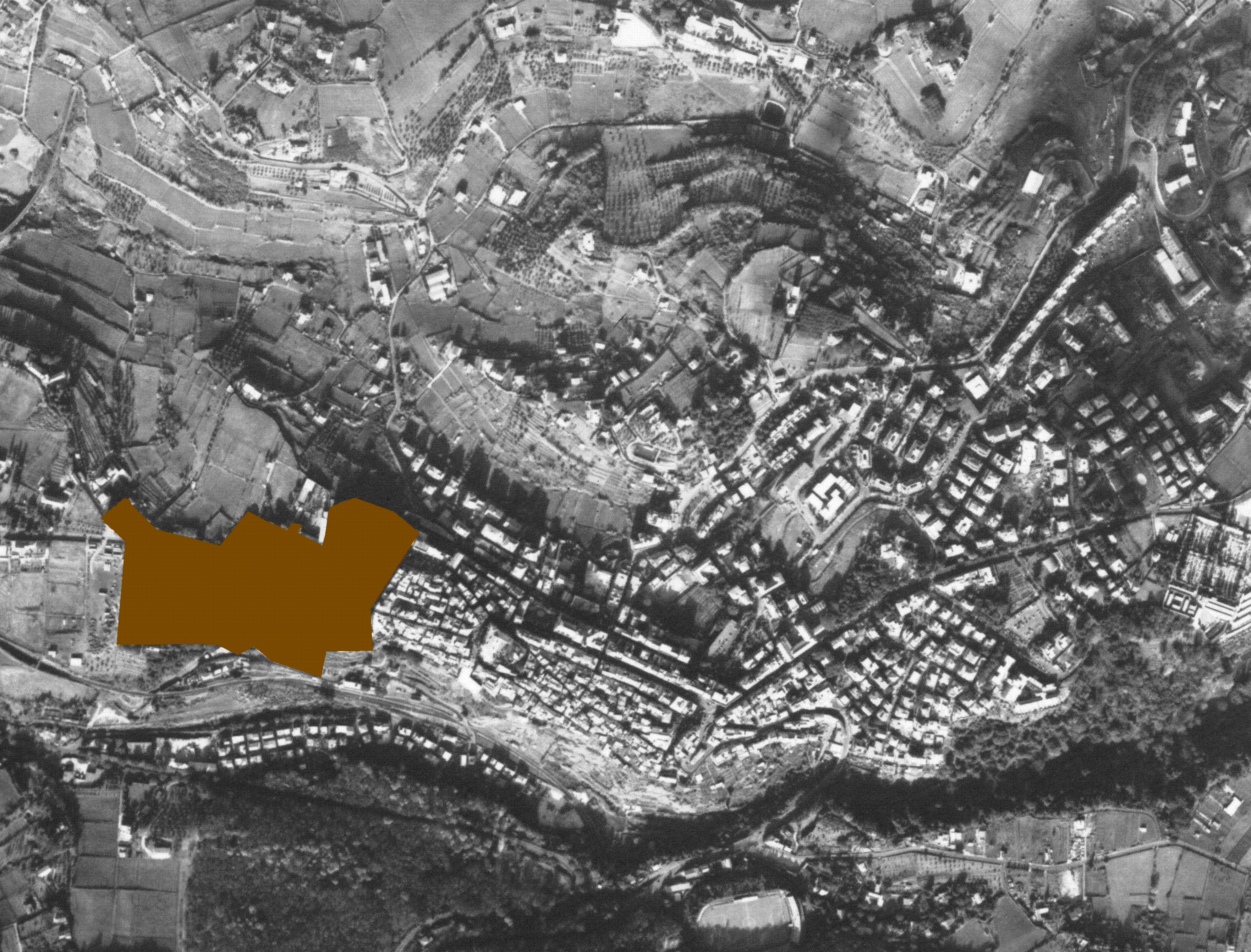
Il quartiere Borgo Garibaldi.
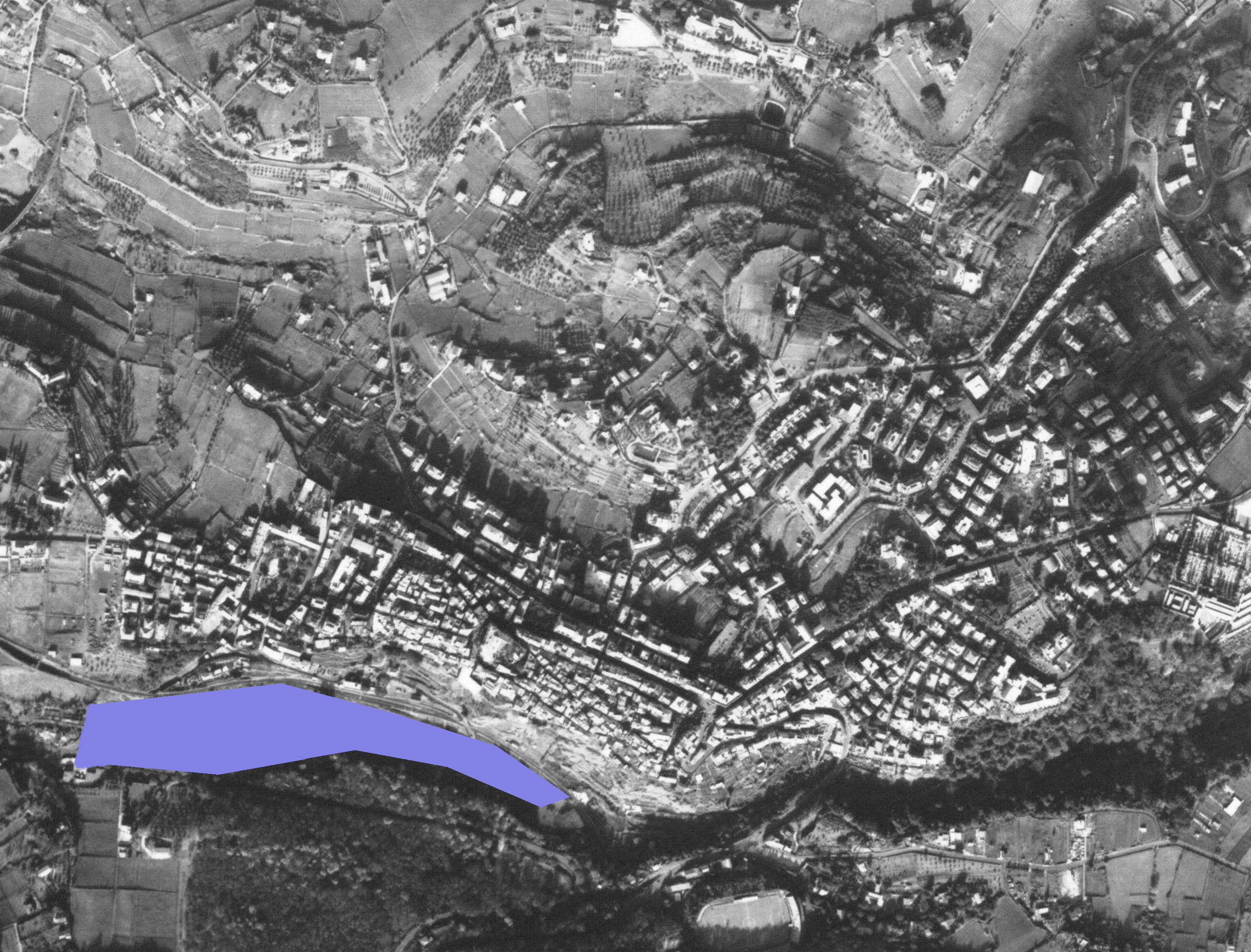
Il quartiere Cave di Peperino.
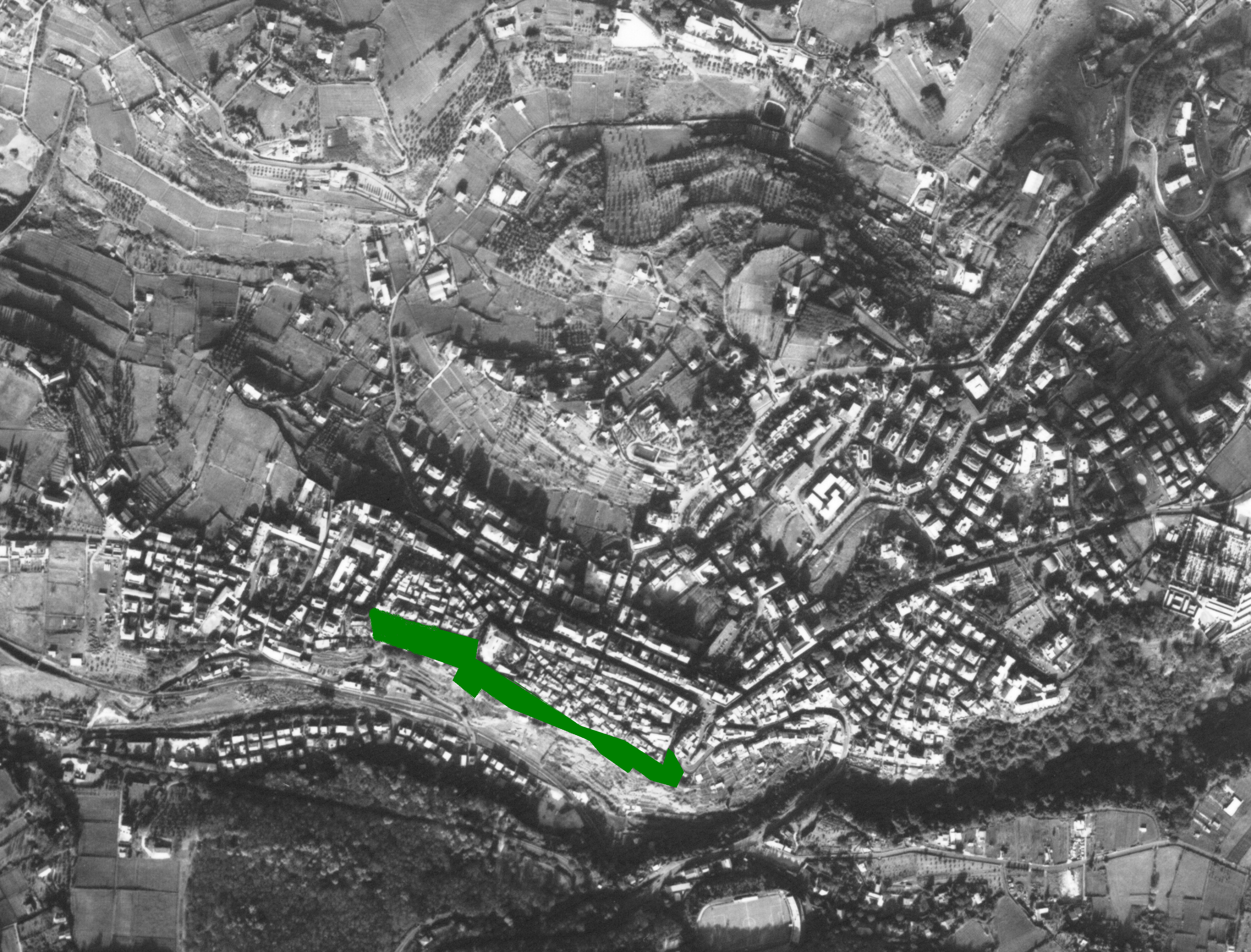
Il rione Coste.
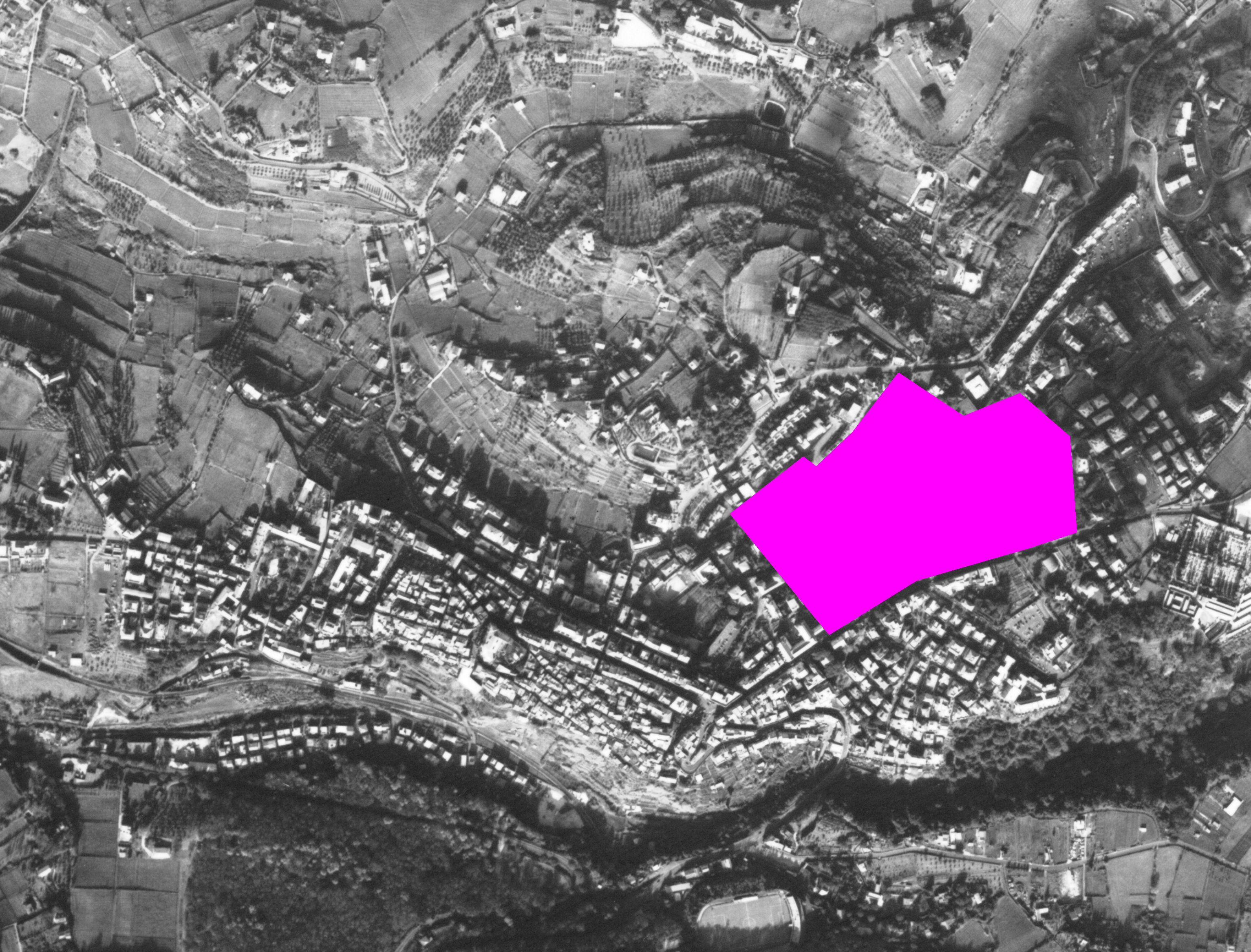
Il quartiere Villa Desideri.